# Атча
Атча (тур. Atça) — город в провинции Айдын Турции. Его население составляет 7274 человека (2009 г.). Высота над уровнем моря — 84 м.